# National Arts Club
Il National Arts Club è un club privato di New York, fondato nel 1898, volto a «stimolare, favorire e promuovere l'interesse pubblico nel campo delle arti e di educare il popolo americano nelle belle arti». Dal 1906 punto di riferimento per l'organizzazione divenne la casa privata di Samuel J. Tilden, posta al 15 di Gramercy Park, adiacente al Club dei Giocatori. Il club offre una varietà di spettacoli, programmi educativi, e premi rivolti al teatro, alle arti visive, al cinema, alla letteratura e alla musica.

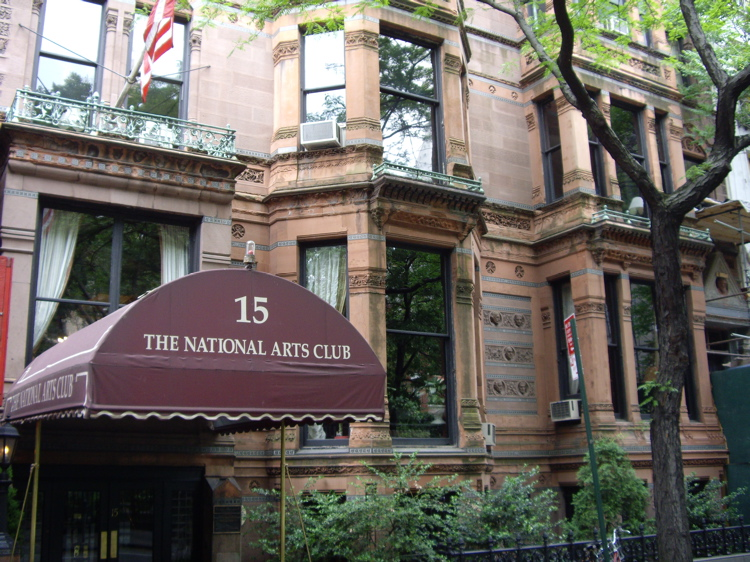
La sede principale del club, al 15 di Gramercy Park South, formalmente la Samuel J. Tilden House (maggio 2007).

## Membri
Il National Arts Club è uno dei pochi club privati che sin dal sua creazione ha ammesso donne come membri paritetici e a pieno titolo. L'associazione ha avuto tra i suoi membri diversi illustri artisti. Tra i pittori troviamo: Robert Henri, Edward Charles Volkert, Frederic Remington, William Merritt Chase, Richard C. Pionk, Cecilia Beaux e Michael Cheval. Gli scultori sono stati rappresentati da Augustus Saint-Gaudens, Daniel Chester French, Anna Hyatt Huntington e Paul Manship. Molti gli scrittori famosi, tra cui: Robert William Service, W. H. Auden, Mark Twain e Frank McCourt.
Il National Arts Club è orgoglioso della sua capacità nel riconoscere nuove forme d'arte nei media, nella fotografia, nel cinema e tra i media digitali, annoverando tra i suoi primi membri anche Alfred Stieglitz. Tra i musicisti troviamo Victor Herbert e Walter Damrosch, così come tra gli architetti, Stanford White e George B. Post. Le arti drammatiche sono rappresentate da figure come Martin Scorsese, Ethan Hawke, Dennis Hopper, Robert Redford e Uma Thurman. Le arti letterarie con scrittori come, Alice Hoffman e Edward Renehan. Inoltre, tra i membri del National Arts Club ci sono stati tre Presidenti degli Stati Uniti: Theodore Roosevelt, Woodrow Wilson e Dwight Eisenhower.

## Storia
L'ultimo decennio del diciannovesimo secolo vide a New York un forte incremento nel numero dei National Art Club.  Il club fu coinvolto in una disputa legale per cercare di salvare dall'abbattimento alcuni alberi di Gramercy Park e  per la conservazione di una dimora storica posta all'interno del parco stesso.

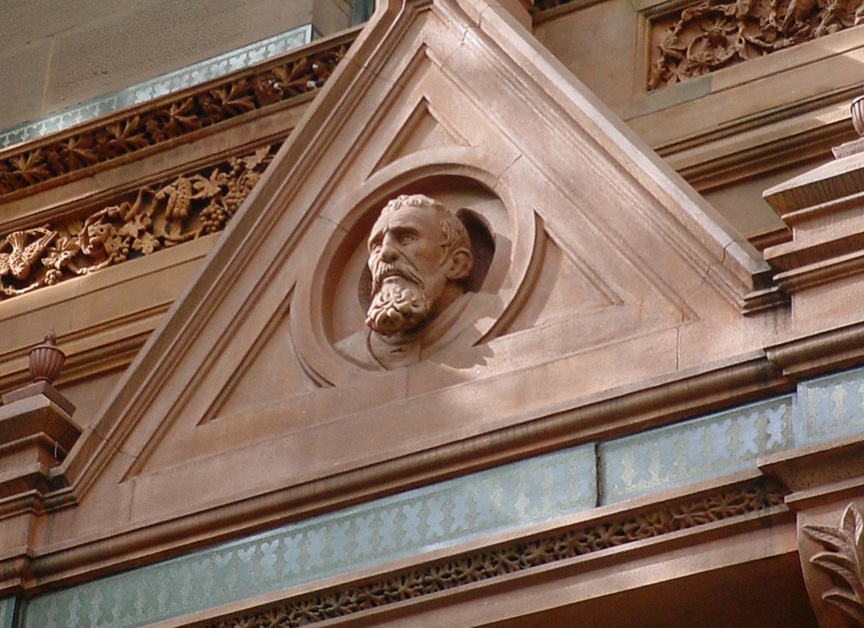
Il busto di Michelangelo, scolpito da Sergio Rossetti Morosini